# Фео Мустакова-Генадиева
Теодора (Фео) Димитрова Мустакова-Генадиева е известна българска балерина и хореограф, една от легендите на българския балет.

## Биография
Родена е в Солун, Османската империя, през 1909 година в семейството на българския офицер Димитър Мустаков, военен аташе в Солун. Първи стъпки в балета прави в школата на Пешо Радоев. По-късно учи в Париж при руската балерина Олга Преображенска. Работи с комика Фернандел и балерината Жозефин Бекер. Става първата българка – солистка във „Фоли Бержер“ и „Лидо“. Танцува в „Мулен Руж“, както и на някои от най-значимите сцени в Европа и Южна Америка.
След завръщането си в България започва кариера на балетен педагог и хореограф. Основава балета към Музикалния театър „Стефан Македонски“, където е балетмайстор от 1950 г. и главен балетмайстор от 1954 до 1960 г. Прави хореографията на 32 оперети и лирични опери.
Омъжена е за химика Асен Генадиев, син на Павел Генадиев.
През 2001 година излиза автобиографичната ѝ книга „Живот в света на балета“ (ISBN 954-607-387-3).
Личният архив на Фео Мустакова-Генадиева се съхранява във фонд 980К в Централен държавен архив. Той се състои от 15 архивни единици от периода 1909 – 1994 г.